# Bruce Burrell
Bruce Allan Burrell (25 de janeiro de 1953 - 4 de agosto de 2016) é um seqüestrador condenado e assassino de casal australiano, que foi condenado na prisão perpétua mais 44 anos para o assassinato de avó de 74 anos de idade em 1995, Dorothy Davis, e o assassinato da mãe de 39 anos de idade Kerry Whelan em 1997. Bruce morreu na prisão em 4 de agosto de 2016, aos 63 anos de idade.